# Nipomo (Kalifornija)
Nipomo je naseljeno područje za statističke svrhe u američkoj saveznoj državi Kalifornija. Prema popisu stanovništva iz 2010. u njemu je živjelo 16.714 stanovnika.